# Handvat (topologie)

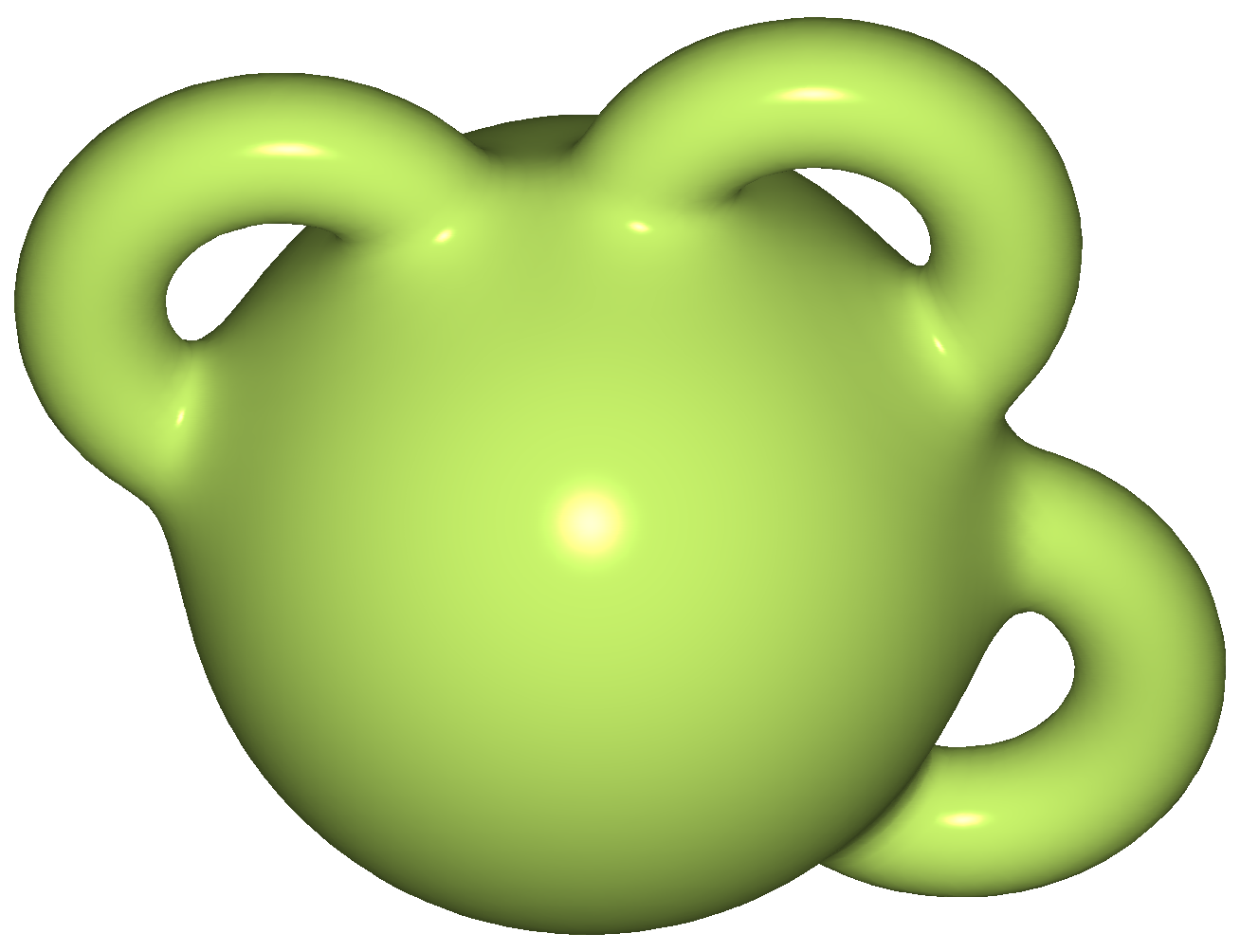
Bol met drie handvatten

In de topologie, een onderdeel van de wiskunde is een handvat een topologische bol. Het wordt een handvat genoemd vanwege de context, waarin het wordt besproken. Er zijn twee soorten: handvatdecomposities en handvatlichamen. 
- Een handvat is een deelverzameling van een variëteit. Een handvat is een van de componenten van een handvatdecompositie van de variëteit.

- Een handvat is een deelverzameling van een handvatlichaam met de topologie van een bol, die kan worden uitgesneden langs een 2-schijf, teneinde zo het genus van het handvatlichaam te reduceren. Een handvatlichaam van genus {\displaystyle n} heeft {\displaystyle n} handvatten.